# Малая Антанта
Малая Антанта — альянс Чехословакии, Румынии и Югославии, созданный в 1920—1921 годах. Целью союза было сдерживание венгерского ирредентизма, а также предотвращение воссоздания монархии Габсбургов в Австрии или Венгрии.
Данный альянс получил поддержку Франции, которая подписала военные соглашения с каждой из трех участниц Малой Антанты. Для Франции Малая Антанта давала возможность открытия второго фронта в случае вооруженного конфликта с Германией.
Первоначальные цели альянса со временем становились все менее актуальными. Вооруженные силы Венгрии уступали совокупной военной мощи трех государств Малой Антанты. Восстановление монархии в Австрии или Венгрии также становилось с каждым годом менее вероятным.
Также, со временем, среди стран участниц возникли расхождения во взглядах, откуда исходит внешняя угроза. Чехословакия опасалась нападения нацистской Германии и под руководством президента Эдварда Бенеша пошла на сближение с Советским Союзом. Румыния рассматривала СССР как потенциальную угрозу своей национальной безопасности и территориальной целостности. После того, как премьер-министром Румынии стал Александр Авереску, Румыния в своей внешней политике стала ориентироваться на Италию и Германию. Югославия опасалась территориальных притязаний со стороны фашистской Италии и стала занимать прогерманскую политику по многим вопросам. Югославия и Румыния вошли в 1934 г. в состав военно-политического союза Балканская Антанта без участия Чехословакии. Можно предположить, что вопрос стабильности и нерушимости границ на Балканах был для Югославии и Румынии важнее, чем национальная безопасность Чехословакии. Малая Антанта начала распадаться в 1936 г. и окончательно исчезла в 1938 г. в связи с прекращением существования Чехословакии в результате Мюнхенского договора.